# Dall'altro lato della strada
Dall'altro lato della strada (Crossing Delancey) è un film del 1988 diretto da Joan Micklin Silver.